# Vêtre-sur-Anzon
Vêtre-sur-Anzon é uma comuna francesa na região administrativa da Auvérnia-Ródano-Alpes, no departamento do Loire. Estende-se por uma área de 20.25 km². Em 2010 a comuna tinha 552 habitantes (densidade: 27,3 hab./km²).
Foi criada em 1 de janeiro de 2019, a partir da fusão das antigas comunas de Saint-Julien-la-Vêtre (sede da comuna) e Saint-Thurin.